# Ein Glas Wasser (film, 1923)
Pour plus de détails, voir Fiche technique et Distribution.
Ein Glas Wasser (en français Le Verre d'eau) est un film allemand réalisé par Ludwig Berger sorti en 1923.
Il s'agit d'une adaptation de la pièce (de) d'Eugène Scribe.

## Synopsis
Londres à l'époque de la guerre de Succession d'Espagne au début du XVIIIe siècle. Les partisans de la reine Anne sont divisés en deux parties : une partie, sous la direction de lord Bolingbroke, fait pression pour des pourparlers de paix et une réconciliation rapide avec l'adversaire, la France ; l'autre côté, cependant, préconise une poursuite des hostilités sous la direction de l'influente duchesse de Marlborough. La reine Anne, encore très jeune et inexpérimentée politiquement, ne sait pas encore comment elle va décider. Afin de la mettre de son côté, chacune des deux parties, Bolingbroke et Marlborough, tente de manipuler la reine dans un jeu d'intrigue.
Un autre conflit à la cour est plutôt amoureux : la reine Anne et la duchesse Marlborough montrent un grand intérêt pour le jeune et séduisant officier John Masham, qui à son tour est éperdument amoureux de la jolie femme de chambre Abigail. Lord Bolingbroke, politicien et intrigant avisé ainsi que connaisseur des faiblesses humaines, est le seul à garder une trace de ce chaos d'émotions et tire délibérément les ficelles dans la mise en œuvre de ses plans. Finalement, les choses se passent comme il l'avait prévu : un traité de paix avec la France est conclu.

## Fiche technique
- Titre : Ein Glas Wasser
- Réalisation : Ludwig Berger
- Scénario : Adolf Lantz, Ludwig Berger
- Musique : Bruno Schulz
- Direction artistique : Rudolf Bamberger, Hermann Warm, Erich Czerwonski
- Costumes : Otto Schulz (hommes), Karl Töpfer (femmes)
- Photographie : Günther Krampf, Erich Waschneck
- Production : Erich Pommer
- Société de production : Decla-Bioscop
- Société de distribution : Decla-Bioscop
- Pays de production :  République de Weimar
- Langue : allemand
- Format : Noir et blanc - 1,33:1 - 35 mm
- Genre : Drame
- Durée : 112 minutes
- Dates de sortie :
  - Allemagne : 1er février 1923.
  - Finlande : 16 septembre 1923.

## Distribution
- Mady Christians : la reine Anne
- Rudolf Rittner : lord Henry Bolingbroke
- Lucie Höflich : la duchesse de Marlborough
- Hans Brausewetter : John William Masham
- Helga Thomas (de) : Abigail
- Hans Wassmann : lord Richard Scott
- Bruno Decarli : le marquis de Torcy
- Hugo Döblin : Tornwood, joaillier
- Max Gülstorff : Thompson, valet
- Franz Jackson : Hassan

## Production
Ein Glas Wasser est tourné dans le Decla-Bioscop-Atelier Neubabelsberg fin 1922 et des plans extérieurs à Bayreuth, Bruchsal et Veitshöchheim et Neubabelsberg.
Le film passe la censure le 19 janvier 1923.

## Source de traduction
- (de) Cet article est partiellement ou en totalité issu de l’article de Wikipédia en allemand intitulé « Ein Glas Wasser (1923) » (voir la liste des auteurs).